# Орлиное (Волгоградская область)
Орлиное — село в Старополтавском районе Волгоградской области России, в составе Гмелинского сельского поселения. Бывший немецкий хутор Горн. Село расположено в степи в 8 км юго-восточнее села Гмелинка.
Население - 86 (2012)

## История
Основан как немецкий хутор Горн (нем. Horn). Хутор относился к Новоузенскому уезду Самарской губернии. После образования АССР немцев Поволжья населённый пункт был включён в состав Палласовского кантона. В 1935 году хутор включён в состав Гмелинского кантона АССР немцев Поволжья, образованного из северной части Палласовского кантона. 
28 августа 1941 года был издан Указ Президиума ВС СССР о переселении немцев, проживающих в районах Поволжья. Немецкое население АССР немцев Поволжья депортировано, населённый пункт в составе Гмелинского района передан Сталинградской области. Впоследствии переименован в село Орлиное.
В 1950 году в связи с ликвидацией Гмелинского района передан в состав Старополтавского района. До 1987 года населённый пункт в учётных документах также был значился как ферма № 5 совхоза "Гмелинский".

## Население
Динамика численности населения по годам:
| 1889 | 1910 | 1920 | 1926 | 1987 | 2002 |
| ---- | ---- | ---- | ---- | ---- | ---- |
| 34   | 77   | 124  | 115  | ≈260 | 173  |

| 2010 | 2012 |
| ---- | ---- |
| 73   | ↗86  |